# 白沙镇 (阳朔县)
白沙镇，是中华人民共和国广西壮族自治区桂林市阳朔县下辖的一个乡镇级行政单位。

## 行政区划
白沙镇下辖以下地区：
白沙街社区、白沙村、观桥村、遇龙村、白面山村、旧县村、立龙村、石塘村、蕉芭林村、大竹山村、蔡村、都林村、古板村、插花桥村、扶龙村和五里店村。

## 中国传统村落
2012年，旧县村被评为首批“中国传统村落”。